# Simeulue

Ubicació de Simeulue dins de la província d'Aceh

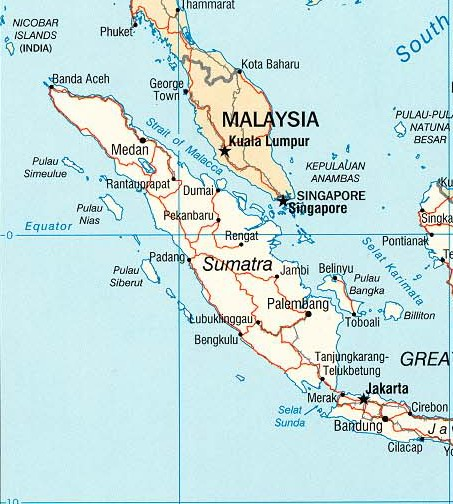
Sumatra i illes adjacents; Simeulue és prop l'angle esquerre de la meitat superior

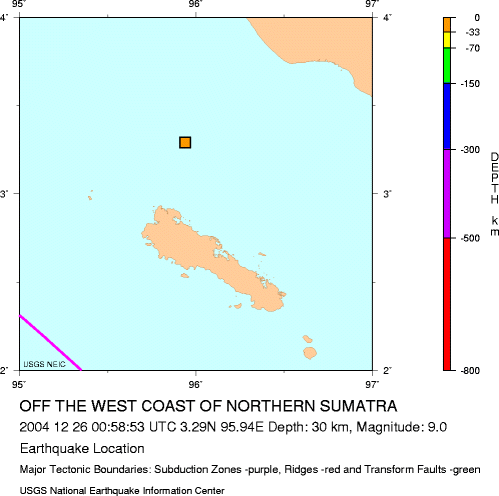
El quadrat indica l'epicentre del terratrèmol de desembre de 2004.

Simeulue és una illa de l'oceà Índic situada a 150 km de la costa occidental de Sumatra.

## Particularitats
- Capital: Sinabang
- Área: 2,310 km² (891.9 sq mi)
- Habitants: 82,100 (Cens del 2007)
- Densitat: 35.5 hab./km²
- Zona horària: WIB (UTC+7)

Administrativament Simeulue és una regència (kabupaten) dins de la província d'Aceh, Indonèsia.
Es parlen dues llengües a l'illa, simeulue i també el sikule al centre de l'illa. Aquestes dos idiomes forman un subgrup de les llengües sumatrenques, grup de la branca malai-polinèsia de les llengües austronèsies.
La majoria de la població professa l'islam.
És una illa de relleu muntanyòs, amb nombroses serralades d'altitud moderada. El cim més alt de Simeulue és de 567 m. Té una costa rocallosa, envoltada d'esculls de corall.

## Economia
La major part de la selva tropical ha estat substituïda per plantacions de palmera d'oli i de clau d'espècia. El búfal de Simeulue, que és petit i dòcil, és molt apreciat a Indonèsia i objecte de comerç actiu.

## Terratrèmol
Malgrat estar prop de l'epicentre del terratrèmol que ocasionà el devastador tsunami del dia 26 de desembre de 2004, els danys personals van ser mínims, ja que els habitants de l'illa estan avesats als fenòmens sísmics i van fugir a temps de la costa. Amb tot, la part est de l'illa es va aixecar 2 m i la part oest va quedar submergida.